# Matheus Bianqui
Matheus Henrique Bianqui (Ribeirão Claro, 31 gennaio 1998) è un calciatore brasiliano, centrocampista del Mirassol in prestito dal Coritiba.

## Carriera
Matheus Bianqui è entrato a far parte delle giovanili del Londrina nel marzo 2017, proveniente dal Grêmio Ourinhos, ed ha firmato un contratto professionistico con il club nell'ottobre dello stesso anno. Ha esordito in prima squadra il 20 gennaio 2019, sostituendo Marcinho nel secondo tempo dell'incontro pareggiato 0-0 contro il Cianorte nel Campionato Paranaense. Ha segnato il suo primo gol quattro giorni più tardi, nella vittoria esterna per 3-0 sul Cascavel CR.
Il 17 dicembre 2021 ha firmato un contratto con il Maringá fino alla fine del 2025, dopo che il club ha acquistato il 50% dei suoi diritti sportivi. L'8 aprile successivo è stato ceduto in prestito alla Chapecoense fino al termine dell'anno.
Tornato al Maringá per la stagione 2023, ha raggiunto con il club la semifinale del Campionato Paranaense 2023. Il 19 aprile è stato ceduto in prestito al Coritiba fino al termine della stagione assieme ai compagni Marcos Vinícius e Vilar. Ha esordito in Série A il 7 maggio contro il Bahia.

## Statistiche

### Presenze e reti nei club
Statistiche aggiornate al 4 giugno 2023.
| Stagione        | Squadra         | Campionato      | Campionato | Campionato | Coppe nazionali | Coppe nazionali | Coppe nazionali | Coppe continentali | Coppe continentali | Coppe continentali | Altre coppe | Altre coppe | Altre coppe | Totale | Totale | Totale |
| Stagione        | Squadra         | Comp            | Pres       | Reti       | Comp            | Pres            | Reti            | Comp               | Pres               | Reti               | Comp        | Pres        | Reti        | Pres   | Reti   |        |
| --------------- | --------------- | --------------- | ---------- | ---------- | --------------- | --------------- | --------------- | ------------------ | ------------------ | ------------------ | ----------- | ----------- | ----------- | ------ | ------ | ------ |
| 2019            | Londrina        | A1/PR+B         | 8+10       | 2+1        | CB              | 1               | 0               |                    | -                  | -                  |             | -           | -           | 19     | 3      |        |
| 2020            | Londrina        | A1/PR+C         | 8+18       | 2+2        | CB              | 1               | 0               |                    | -                  | -                  |             | -           | -           | 27     | 4      |        |
| 2021            | Londrina        | A1/PR+B         | 17+30      | 3+2        | CB              | 0               | 0               |                    | -                  | -                  |             | -           | -           | 47     | 5      |        |
| Totale Londrina | Totale Londrina | Totale Londrina | 91         | 12         |                 | 2               | 0               |                    | -                  | -                  |             | -           | -           | 93     | 12     |        |
| 2022            | Maringá         | A1/PR           | 16         | 0          |                 | -               | -               |                    | -                  | -                  |             | -           | -           | 16     | 0      |        |
| 2022            | Chapecoense     | B               | 31         | 4          | CB              | 0               | 0               |                    | -                  | -                  |             | -           | -           | 31     | 4      |        |
| 2023            | Maringá         | A1/PR           | 14         | 2          | CB              | 3               | 0               |                    | -                  | -                  |             | -           | -           | 17     | 2      |        |
| 2023            | Coritiba        | A               | 4          | 0          | CB              | 0               | 0               |                    | -                  | -                  |             | -           | -           | 4      | 0      |        |
| Totale carriera | Totale carriera | Totale carriera | 156        | 18         |                 | 5               | 0               |                    | -                  | -                  |             | -           | -           | 161    | 18     |        |